# Sibuea
Sibuea is een bestuurslaag in het regentschap Toba Samosir van de provincie Noord-Sumatra, Indonesië. Sibuea telt 1129 inwoners (volkstelling 2010).